# Dusty Redmon
Dustin Redmon, más conocido como Dusty Redmon, es un guitarrista estadounidense, de la banda de rock alternativo The Almost. También participó como guitarrista y compositor de las bandas Beloved y Dead Poetic respectivamente.

## Carrera musical

### Beloved (1999 - 2005)
En 1999, Redmon crea Beloved, junto con Josh Moore, Joe Musten, John Brehm, y Matt Harrison (en sustitución de Shawn Dallas, fundador). La banda lanzó un EP llamado The Running, con Vindicated Records (más tarde relanzado por Solid State Records) y un LP llamado Failure On. La banda tocó por 5 años, junto a bandas como Norma Jean, Underoath, My Chemical Romance, Avenged Sevenfold, entre otras. La banda se disolvió el año 2005, después de que Joe Musten se fuese. El estilo de la banda era post hardcore y emo.

### Dead Poetic (2005 - 2006)
En el año 2005, Redmon se unió a la banda de post hardcore Dead Poetic. Junto a la banda participisco titulado Vices en enero y febrero de 2006. Poco antes del lanzamiento de Vices, Brandon Rike (vocalista) aclaró que quería participar con la banda The Red Jumpsuit Apparatus, los músicos no quería continuar sin Brandon y se decidió poner a Dead Poetic en espera. Desde entonces, la banda no se ha visto en la gira, pero los miembros originales dicen que se grabará un álbum con Tooth & Nail Records en el futuro. Dusty Redmon y John Brehm (bajo) salen de la banda a finales del 2006.

### The Almost (2006 - presente)
El viejo amigo de Redmon, Aaron Gillespie, invitó a Redmon a tocar la guitarra para su nuevo proyecto, The Almost, en septiembre de 2006. Redmon se negó, ya que se iba de gira con Dead Poetic. Pocos meses pasaron, y Dusty recibió otra llamada de Gillespie. Redmon aprovechó la oportunidad de estar en una banda con un viejo amigo. The Almost solo contaba con Aaron Gillespie en ese entonces, a principios del 2007 entra Redmon. El 3 de abril se lanza Southern Weather, viajando con Saves the Day, Say Anything, Paramore, entre otras. En estos años la banda se ha presentado en todo EE. UU., así mismo en Australia 2009, la banda lanza el 3 de noviembre su segundo disco, Monster Monster.

## Discografía
Con Beloved
- ...And So It Goes (LP - 2000)
- The Running (EP - 2001, relanzado el año 2004)
- Failure On (LP - 2003)
- Kiss It Goodbye: The Final Show (DVD - 2005)

Con Dead Poetic
- Vices (LP - 2006)
- The Finest (Compilatorio - 2007)

Con The Almost
- No Gift to Bring (EP - 2008)
- Monster (EP - 2009)
- Monster Monster (LP - 2009)

- Datos: Q5317202